# Njie (chanteuse)
Pour les articles homonymes, voir Njie.
Muriel Ako dite Njie (anciennement N'Jie), est une chanteuse française originaire de la Guadeloupe.

## Biographie
En 1993 et 1994, elle participe aux albums Bich' Bich' et Chayé du groupe antillais Energy en tant que chanteuse sur plusieurs titres.
Elle sort son premier album solo en 1996, Dadoué, qui sera un succès.[Selon qui ?][réf. nécessaire]
En 2008, sort le morceau Chui Chui Chui (Tu m'en veux), qui sera un succès sur la scène antillaise.

## Discographie

### Singles
- 1996 : Dadoué
- 1999 : J'ai trouvé
- 2004 : Aucun homme
- 2008 : Chui Chui Chui (Tu m'en veux)
- 2010 : Comment ça va
- 2010 : Le Plus Beau rendez-vous
- 2010 : Chui Chui Chui (Kuduro Version)
- 2012 : Mazouk Ethnie
- 2012 : Charmant
- 2012 : Kélia
- 2012 : Zouker Bachater
- 2014 : Njie Séga
- 2014 : Je suis bien avec toi
- 2014 : Mazouk Soleil
- 2014 : Noël Cé L'anmou
- 2015 : Oui Mon Capitaine
- 2015 : Poser-décoller
- 2015 : Awana
- 2016 : Bleu nuit remix
- 2016 : Apré Bondyé
- 2017 : Par intérêt
- 2017 : Dans tes bras

## Récompenses
- 2001 : Prix Sacem Guadeloupe : Nommée Meilleure Interprète Féminin
- 2002 : Prix Sacem Guadeloupe : Lauréate Meilleure Interprète Féminin
- 2009 : Trophées des Arts Afro-Caribéens : Nommée en tant qu'artiste de l'année
- 2013 : Trace Urban Awards : Nommée dans la catégorie Artiste Tropicale de l'Année[2],[3]

## Emissions télévisées
- Le couleurs tropicales show, émission de 26 min, sur RFI, 22 mars 2010.
- Stars parade, émission de 25 min, sur TV5 Monde, 5 mars 2015.
- Viens dans ma télé - Spécial N'Jie, émission de 26 minutes, sur Télé Guadeloupe, 8 juin 1999.